# Copa del Món Femenina de Futbol
La Copa del Món Femenina de Futbol és el torneig internacional de futbol femení pel que fa a seleccions nacionals més important del món. La competició, que popularment també s'anomena Mundial Femení, és organitzada cada quatre anys per la FIFA. A més a més, existeixen altres competicions juvenils com la Copa del Món Femenina de Futbol sub-20 i la Copa del Món Femenina de Futbol sub-17.
A causa del progrés del futbol femení experimentat principalment durant els anys 1980 i 1990, la FIFA va decidir organitzar la primera edició de la versió per a dones de la Copa del Món de Futbol, l'esdeveniment esportiu més important del món juntament amb els Jocs Olímpics i que es realitza des del 1930. Així, la primera edició d'aquest torneig va ser realitzada el 1991 a la República Popular de la Xina, edició en què el combinat estatunidenc va aconseguir la victòria.
Des d'aquesta data, la Copa ha estat organitzada cada quatre anys i la seva popularitat ha anat en augment. El torneig compta amb 16 seleccions femenines de futbol, classificades des de les seves confederacions continentals, i es desenvolupa de la mateixa manera que l'edició masculina: una primera fase de grups per a passar a una segona etapa d'eliminació directa fins a disputar la final del torneig.

## Historial
pr = pròrroga; p = penals
| Any  | Seu                      |              | Final            | Final         | Final        |                  | Partit pel tercer lloc | Partit pel tercer lloc | Partit pel tercer lloc |  |
|      |                          |              | Campió           | Resultat      | Subcampió    |                  | Tercer Lloc            | Resultat               | Quart Lloc             |  |
| 1991 | Xina                     |              | Estats Units     | 2 - 1         | Noruega      |                  | Suècia                 | 4 - 0                  | Alemanya               |  |
| 1995 | Suècia                   | Noruega      | 2 - 0            | Alemanya      | Estats Units | 2 - 0            | Xina                   |                        |                        |  |
| 1999 | Estats Units             | Estats Units | 0 - 0 (5 - 4 p.) | Xina          | Brasil       | 0 - 0 (5 - 4 p.) | Noruega                |                        |                        |  |
| 2003 | Estats Units             | Alemanya     | 2 - 1 (pr.)      | Suècia        | Estats Units | 3 - 1            | Canadà                 |                        |                        |  |
| 2007 | Xina                     | Alemanya     | 2 - 0            | Brasil        | Estats Units | 4 - 1            | Noruega                |                        |                        |  |
| 2011 | Alemanya                 | Japó         | 2 - 2 (3 - 1 p.) | Estats Units  | Suècia       | 2 - 1            | França                 |                        |                        |  |
| 2015 | Canadà                   | Estats Units | 5 - 2            | Japó          | Anglaterra   | 1 - 0 (pr.)      | Alemanya               |                        |                        |  |
| 2019 | França                   | Estats Units | 2 - 0            | Països Baixos | Suècia       | 1 - 0            | Anglaterra             |                        |                        |  |
| 2023 | Austràlia i Nova Zelanda | Espanya      | 1 - 0            | Anglaterra    | Suècia       | 2 - 0            | Austràlia              |                        |                        |  |

## Palmarès
| Equip         | Campió                     | Subcampió | Tercer lloc                | Quart lloc     |
| ------------- | -------------------------- | --------- | -------------------------- | -------------- |
| Estats Units  | 4 (1991, 1999, 2015, 2019) | 1 (2011)  | 3 (1995, 2003, 2007)       |                |
| Alemanya      | 2 (2003, 2007)             | 1 (1995)  |                            | 2 (1991, 2015) |
| Noruega       | 1 (1995)                   | 1 (1991)  |                            | 2 (1999, 2007) |
| Japó          | 1 (2011)                   | 1 (2015)  |                            |                |
| Espanya       | 1 (2023)                   |           |                            |                |
| Suècia        |                            | 1 (2003)  | 4 (1991, 2011, 2019, 2023) |                |
| Brasil        |                            | 1 (2007)  | 1 (1999)                   |                |
| Xina          |                            | 1 (1999)  |                            | 1 (1995)       |
| Països Baixos |                            | 1 (2019)  |                            |                |
| Anglaterra    |                            | 1 (2023)  | 1 (2015)                   | 1 (2019)       |
| Canadà        |                            |           |                            | 1 (2003)       |
| França        |                            |           |                            | 1 (2011)       |
| Austràlia     |                            |           |                            | 1 (2023)       |

## Participants

### Fase classificatòria
La fase classificatòria s'ha disputat des de la primera edició en 1991. Per a prendre part a les fases prèvies les associacions de futbol que dirigeixen aquestes seleccions han de ser membres plens de la FIFA i d'alguna de les sis confederacions continentals existents actualment:
- CAF (Asian Football Confederation, Confederació de Futbol d'Asia)
- CAF (Confédération Africaine de Football, Confederació Africana de Futbol)
- Concacaf (Confederation of North, Central American and Caribbean Association Football, Confederació de Futbol Associada de Nord, Centre-amèrica i el Carib)
- Conmebol (Confederación Sudamericana de Fútbol, Confederació Sud-americana de Futbol)
- OFC (Oceania Football Confederation, Confederació de Futbol d'Oceania)
- UEFA (Union des Associations Européennes de Football, Unió d'Associacions Europees de Futbol)

Cadascuna d'aquestes confederacions organitzen un sistema d'elecció dels seus representants mitjançant encontres esportius. El nombre de representants de cada confederació és definit prèviament per la FIFA amb el lliurament de places, algunes de les quals són directes equivalents a un equip a la fase final i d'altres són compartides, en les quals un equip ha de definir la seva classificació a la ronda final davant un representant d'una altra confederació en un procés anomenat generalment repechage, repesca o playoffs.
Per a la Copa del Món Femenina de Futbol de 2023 que es disputarà a Austràlia i Nova Zelanda, la FIFA va establir la següent distribució d'equips participants per cada confederació:
- UEFA: 11 places directes + 1 plaça per la repesca.
- CAF: 4 places directes + 2 places per la repesca.
- CONMEBOL: 3 places directes + 2 places per la repesca.
- AFC: 6 places directes + 2 places per la repesca.
- CONCACAF: 4 places directes + 2 places per la repesca.
- OFC: 1 plaça directa + 1 plaça per la repesca.

## Premis

### Pilota d'or (millor jugadora)
| Edició                        | Jugadora       | Equip        |
| ----------------------------- | -------------- | ------------ |
| Xina 1991                     | Carin Jennings | Estats Units |
| Suècia 1995                   | Hege Riise     | Noruega      |
| Estats Units 1999             | Sun Wen        | Xina         |
| Estats Units 2003             | Birgit Prinz   | Alemanya     |
| Xina 2007                     | Marta          | Brasil       |
| Alemanya 2011                 | Homare Sawa    | Japó         |
| Canadà 2015                   | Carli Lloyd    | Estats Units |
| França 2019                   | Megan Rapinoe  | Estats Units |
| Austràlia i Nova Zelanda 2023 | Aitana Bonmatí | Espanya      |

### Bota d'Or (màxima golejadora)
| Edició                        | Jugadora            | Equip        | Gols |
| ----------------------------- | ------------------- | ------------ | ---- |
| Xina 1991                     | Michelle Akers      | Estats Units | 10   |
| Suècia 1995                   | Ann Kristin Aarønes | Noruega      | 6    |
| Estats Units 1999             | Sissi               | Brasil       | 7    |
| Estats Units 1999             | Sun Wen             | Xina         | 7    |
| Estats Units 2003             | Birgit Prinz        | Alemanya     | 7    |
| Xina 2007                     | Marta               | Brasil       | 7    |
| Alemanya 2011                 | Homare Sawa         | Japó         | 5    |
| Canadà 2015                   | Célia Šašić         | Alemanya     | 6    |
| França 2019                   | Megan Rapinoe       | Estats Units | 6    |
| Austràlia i Nova Zelanda 2023 | Hinata Miyazawa     | Japó         | 5    |